# Ekspeditricen
Ekspeditricen eller Ungdom og Letsind er en dansk stum erotisk melodramafilm fra 1911 produceret af Nordisk Films Kompagni instrueret af August Blom efter manuskript af Lau Lauritzen Sr. Det var den første spillefilm, som Lau Lauritzen Sr. skrev manuskript til.
Filmens hovedroller som Edgar og servetricen Ebba spilles af ægteparret Carlo og Clara Wieth.
Filmen havde dansk premiere den 12. august 1911 i Panoptikon i København. Filmen blev distribueret i flere lande.

## Handling
Da rigmandssønnen Edgar møder servitricen Ebba, slår det gnister. Ebba bliver hurtigt gravid, men da det unge par vil giftes, sætter Edgars far alle midler ind for at forhindre den ulige liaison.

## Medvirkende
- Thorkild Roose - Geheimraaden
- Ella la Cour - Geheimraadens frue
- Carlo Wieth - Edgar, geheimraadens søn
- Clara Wieth - Ebba
- Zanny Petersen - Lily
- Lauritz Olsen - Læge
- Henny Lauritzen
- Elna From